# Masdevallia odontopetala
Masdevallia odontopetala är en orkidéart som beskrevs av Carlyle August Luer. Masdevallia odontopetala ingår i släktet Masdevallia och familjen orkidéer. Inga underarter finns listade i Catalogue of Life.